# International Boxing Organization
Pour les articles homonymes, voir IBO.
L'International Boxing Organization (IBO) est une fédération de boxe anglaise créée en 1993 par Ed Levine. Bien qu'elle soit considérée comme une organisation mineure comparée à la WBA, la WBC, l'IBF et la WBO, elle sert de tremplin à certains boxeurs pour disputer des titres plus prestigieux. Contrairement à ces quatre concurrentes, l'IBO se distingue par son système informatisé de classement des boxeurs.

## Champions
Mise à jour : 23 octobre 2022
| Catégorie           | Champion            |
| ------------------- | ------------------- |
| Poids pailles       | Simphiwe Khonco     |
| Poids mi-mouches    | Vacant              |
| Poids mouches       | Vacant              |
| Poids super-mouches | Gideon Buthelezi    |
| Poids coqs          | Vacant              |
| Poids super-coqs    | Stephen Fulton Jr.  |
| Poids plumes        | Tugstsogt Nyambayar |
| Poids super-plumes  | Vacant              |
| Poids légers        | Vacant              |
| Poids super-légers  | Antoine Vanackère   |
| Poids welters       | Thulani Mbenge      |
| Poids super-welters | Julian Williams     |
| Poids moyens        | Vacant              |
| Poids Super-moyens  | Chris Eubank, Jr.   |
| Poids mi-lourds     | Sven Fornling       |
| Poids lourds-légers | Teissir Meddour     |
| Poids lourds        | Oleksandr Usyk      |